# Aleksandra Kapałczyńska
Aleksandra Kapałczyńska, coniugata Roga e, successivamente, Plewińska (Poznań, 30 giugno 1934 – 6 marzo 1997), è stata una cestista polacca.

## Carriera
Con la Polonia ha disputato i Campionati mondiali del 1959 e tre edizioni dei Campionati europei (1952, 1956, 1960).